# Пфаффенфейндталер
Пфаффенфейндталер (нем. Pfaffenfeindtaler, читается как «Пфаффенфайндталер» — «Талер врага попов») или пфаффенталер (в переводе с немецкого «поповский талер») — название сатирической монеты, изначально отчеканенной в 1622 году герцогом Христианом Брауншвейгским. Источником серебра для их выпуска стали преимущественно реквизированные церковные драгоценности, в том числе и ларец, в котором находились мощи почитаемого святого Либория из Падерборнского собора. Монеты содержат несколько антицерковных символов и изначально являлись средством антикатолической пропаганды. Вскоре после выпуска последовали события, в которых многие увидели Божьи знамения. В результате монеты стали своего рода реликвиями, которые, в частности, использовали при создании церковных предметов.

## Предпосылки выпуска
Монета, кроме своего основного предназначения средства обмена, в различные эпохи выполняла и ряд других функций. Одной из них была пропаганда. В условиях отсутствия средств массовой информации, прохождения через сотни рук в процессе торговых взаимоотношений, ценность, вследствие содержания благородного металла, и соответственно относительная долговечность делали её если и не идеальным, то действенным способом распространения тех или иных взглядов и идей. Для этой цели лучше всего подходили монеты с большим диаметром. В XVI—XVII столетиях в немецких государствах самыми крупными по размеру денежными знаками были талеры.
В Брауншвейге неоднократно чеканили сатирические талеры. Так, во время правления герцога Брауншвейг-Вольфенбюттеля Генриха Юлия выпустили серию монет, изображение на которых направлено против нелояльных ему аристократических домов. Содержание одного из них, ребелленталера, было настолько оскорбительным, что представители затронутых семейств даже подали на герцога жалобу в имперский суд.
Христиан Брауншвейгский, один из сыновей Генриха Юлия, вскоре после смерти отца стал в 1616 году протестантским епископом Хальберштадта, а в 1617-м пробстом Брауншвейга. Церковные должности явно не соответствовали характеру молодого аристократа. В 1620 году он воевал в войсках Морица Оранского против испанцев, а затем примкнул к курфюрсту пфальцскому Фридриху V. События происходили во время первого чешско-пфальцского периода религиозной Тридцатилетней войны между католиками и протестантами. О характере епископа свидетельствует то, что он вошёл в историю под именем «бешеный Христиан». Его армия, состоявшая преимущественно из наёмников, занималась беспрестанными грабежами населения. В первой половине 1622 года Христиан со своими войсками расположился в Вестфалии.

## Место и особенности чеканки
Место выпуска «талера врага попов» достоверно неизвестно. Большинство исследователей сходится на том, что это был Липпштадт, в котором с января по май 1622 года располагалась штаб-квартира Христиана Брауншвейгского. В самом городе отсутствовал монетный двор. Возможно, герцог привёз необходимые станки и оборудование с собой. Высокое качество изображения на монетах исключает их импровизированную чеканку. Возможно, выпуск осуществляли в Вольфенбюттеле, которым на тот момент правил брат Христиана Фридрих Ульрих. В пользу второй версии говорит ряд сходных моментов в оформлении, начертании букв пфаффенфейндталера и монет с изображением герцога Фридриха Ульриха.
Вне зависимости от места чеканки, источник серебра, из которого отчеканили пфаффенфейндталеры, не вызывает сомнения. Им преимущественно стали реквизированные сокровища разграбленных католических церквей. Наибольшее количество благородного металла было получено при разграблении Падерборнского собора. В нём находились мощи почитаемого святого Либория. В переплавку пошли статуи апостолов, сосуды и другая церковная утварь, и даже ларец, в котором находились мощи святого. Высокая проба церковного достояния позволила отчеканить полновесные талеры, которые по своим весовым характеристикам и содержанию серебра соответствовали рейхсталерам, получившим широкое распространение на территории Священной Римской империи и вне её пределов. Также известны пфаффенфейнддукаты, отчеканенные из награбленного золота.

## Внешний вид и характеристики монеты
Аверс монеты содержит круговую легенду «CHRISTIAN•HERTZ:ZV•BRAVNSCHW:V:LVNENB*», что обозначает «Христиан герцог Брауншвейга и Люнебурга». Центральная надпись в 4 строки «GOTTES/FREVNDT/DER PFAFFEN/FEINDT» переводится как «Богу друг, попам враг». Благодаря второй части надписи монета и получила своё название. Именование, по первым словам, «готтесфройндталер» также встречается в нумизматической литературе с указанием синонимичности названий. На реверсе — появляющаяся из облаков рука в доспехах с мечом и круговая надпись на французском «TOVT • AVEC • DIEV • 1 • 6 • 22 • *» (Всё с Божьей помощью).
В каталоге Davenport представлено несколько разновидностей монеты. Под номером 6320 находится пфаффенфейндталер со стандартным оформлением, описанным выше; 6320A — ошибка гравёра, вместо слова «FREVNDT» указано «FREINDT»; 6320B — облако несколько большего размера; 6320D — рука появляется из облака большого, по сравнению с другими разновидностями, размера и держит меч вертикально, а не под углом; 6322 — на конце меча шапочка иезуита; 6323 — на конце меча шапочка иезуита с заострёнными краями.
По своей сути пфаффенфейндталеры являлись рейхсталерами, чьи весовые характеристики и содержание серебра прописали ещё в 1566 году в дополнении к Аугсбургскому монетному уставу 1559 года. Согласно законодательному акту монета данного номинала должна была весить 1⁄8 кёльнской марки (233,855 г) и содержать 1⁄9 марки чистого серебра. Это соответствовало 29,23 г серебра 889 пробы, или 25,98 г чистого серебра. В действительности, при технологиях того времени, достичь полного соответствия, в условиях массовой чеканки, было достаточно сложно. Ремедиум (допустимое отклонение) для данной монеты составляет около 2¼ г, то есть вес конкретного пфаффенфейндталера может колебаться от 27 до 31,5 г. Их диаметр находится в пределах 41—47 мм.

## Пфаффенфейндталеры в качестве средства антикатолической пропаганды
Пфаффенфейндталеры выполняли несколько функций. Первой из них является средство платежа. Христиан, как и любой военачальник, нуждался в деньгах для содержания своей армии. Одновременно на монету поместили ряд символов, что позволяет нумизматам отнести их к средствам пропаганды того времени. Религиозный характер войны между католиками и протестантами предполагал не только череду сражений, но и идеологическое противостояние. Протестанты отрицали не Бога, а католическую церковь, поведение её священнослужителей. Эти тезисы помещены, как центральный элемент изображения монеты: «Богу друг, попам враг». Слово «Pfaffe» обозначает негативное именование священника, наиболее близкое к русскому «поп». Появляющаяся из облаков рука с мечом символизирует гнев Божий. Иезуитская шапочка на его острие на двух разновидностях монеты делает полностью понятным объект негодования Господа.
Сам выпуск подчёркивал слабость католичества, которое не смогло защитить собственные реликвии. По легенде, Христиан Брауншвейгский, рассматривая отчеканенные монеты, пошутил, что наконец-то апостолы выполнили своё непосредственное предназначение и «пошли в народ».

## Католическая контрпропаганда
Изначально монету производили с целью унизить католическую церковь, сделать средством антипапской пропаганды. Однако дальнейшая история данного талера способствовала поиску «знамений Божьих» и формированию легенд. В самом начале, при чеканке из переплавленной церковной утвари и статуй монет, лопнул штемпель. В этом сразу же усмотрели знамение. Следует отметить, что в самом факте поломки монетного штемпеля нет ничего сверхъестественного. Монеты с молниеподобными кривыми линиями, выпущенные с использованием треснутых штемпелей, встречаются и при использовании современных технологий.
В конце августа того же 1622 года, в сражении при Флерюсе, Христиан был ранен в левую руку, которую пришлось ампутировать. Мистическая связь между двумя событиями напрашивалась сама собой. Католические священники утверждали, что изображённая на святотатственной монете рука была покарана. Причём наказание не заставило себя долго ждать. Самого же военачальника событие не поколебало в убеждениях. Он заявил, что на монетах изобразили правую руку, а он потерял левую. Правая же рука у него осталась для мщения. Также по его распоряжению из награбленного серебра следовало выпустить очередные монеты с фразой «ALTERA RESTAT», то есть «Остаётся другая». Судя по их отсутствию в каталогах, указание выполнено не было.
В самих Липпштадте и Падеборне после пяти месяцев нахождения слабо дисциплинированной армии военачальника жизнь начала входить в мирное русло. В отместку за причинённые разрушения и грабежи из городов выгнали всех протестантов. В 1624 году началось восстановление реликвария Падеборнского собора. Для этого предпочитали использовать серебро пфаффенфейндталеров. Несколько монет встроено в ларец с мощами святого Либория. Из-за источника металла для производства монет они стали своего рода католическими реликвиями. Одним из примеров является дарохранительница церкви Святого Духа с впаянными в неё монетами.

## Новоделы пфаффенфейндталеров
В конце XVII столетия было выпущено небольшими тиражами 2 серии новодельных пфаффенфейндталеров. Первая, датированная 1670—1671 годами, отчеканена по непосредственному указанию герцога Брауншвейг-Вольфенбюттеля Рудольфа Августа. Причиной создания стал его спор с епископом Мюнстера Кристоф-Бернгардом фон Галеном за город Хёкстер. Вторая серия 1696—1697 годов стала инициативой резчика монетных штемпелей из Бреслау Иоганна Энгельманна.